# سونیک خارپشت ۴: قسمت اول
سونیک خارپشت ۴: قسمت اول (به انگلیسی: Sonic the Hedgehog 4: Episode I) یک بازی پرشی توسعه‌یافته توسط دیمپس با همکاری سونیک تیم می‌باشد که در سال ۲۰۱۰ توسط سگا منتشر گردید. این بازی دنبالهٔ سونیک و ناکلز است.